# タコイカ
タコイカ (学名：Gonatopsis borealis) は、テカギイカ科に分類されるイカの一種。生息数は豊富で、漁業で度々混獲される。多くの魚類や海洋哺乳類にとって重要な餌となっている。成体は触腕を持たず、合計で腕が8本となるのが特徴。

## 分類
本種はタコイカ属の他の種とは異なり、歯舌に5列ではなく7列の歯がある。Kir Nesisはこれを独自の亜属 Boreoteuthis に分類することを提案した。その後、一部の専門家はこれを別の属として扱うようになった。よってタコイカの属としての地位は未だ決着しておらず、記録されている3つの形態の分類上の地位も同様である。
ユーラシア大陸近海では、2つの異なる個体群が見つかっており、北寄りの個体群は頭胴長180 mm未満で成熟し、南寄りの個体群は北緯45度から47度以南で頭胴長220 mm以上で成熟する。この2つの個体群は千島列島沖で同所的に見られる。

## 分布
およそ北緯37度から40度の北日本からオホーツク海、ベーリング海を経てアリューシャン列島に沿ってアラスカ湾に至り、北アメリカ大陸西海岸に沿ってカリフォルニア州、さらには北緯20度のバハカリフォルニア半島まで、北太平洋の亜寒帯に分布する。タイプ標本は北海道沖、釧路市の東に約24 - 48 kmの地点で採取された。

## 形態
タコイカは中型のイカである。体が大きい、体が細い、体が小さいという3つの形態があり、これらは別の分類群である可能性があるが、さらなる研究が必要である。この種を近縁種と区別する主な特徴は、歯舌に7本の歯が横に並んでいること、先端近くに4列の吸盤があるやや短い腕、筋肉質の外套膜である。筋肉質の腕は外套膜の長さの40 - 45%で、いくつかは他の腕より長く、第3腕はよく発達した背側のキールがある。第1腕から第3腕では中間に2列の鉤があり、縁に2列の吸盤がある。第4腕には鉤がなく、4列の吸盤がある。腕の鉤は、外套膜の長さが35 - 45 mmに達するまで発達しない。交接腕は無い。幼生期に触腕を失う。目は大きく、4つの明確なひだを持つ隆起がある。筋肉質の外套膜は円筒形で、後部に向かって細くなっている。筋肉質の鰭は外套膜長の40 - 45%と短く、外套膜長の65 - 80%と幅広く、菱形である。外套膜はヒレより突き出ない。外套膜の皮膚は暗赤色から紫がかった茶色で、発光器は無い。成熟した雄の外套膜長は270 mm、成熟した雌の外套膜長は330 mmに達する。
幼生は頭部背面にある色素胞によって区別される。前列に1つの色素胞、中列に2つの色素胞、後列に3つの色素胞からなる3列から成り、外套膜の背部表面には6 - 10個の色素胞がある。

## 生態
テカギイカ科の中でも最も広く分布し、最も豊富な種の1つである。冷たい海域に分布し、表層から中深層、さらには漸深層まで生息する。日周鉛直移動を行い、夜間に上昇し、特に分布域の東部と西部で、春から初秋にかけて非常に大きな群れを形成する。夏季のオホーツク海でのイカ漁獲量の最大68% を占める。表層から深度1500 mまでの表層、中深層、漸深層に生息し、水深200 - 1,375 mでは底生であり、最も多く生息するのは中深層で、水深300 - 500 mで個体数が最大となる一方、1,000 m以下では数匹捕獲されるのみであり、その記録も実際には網を引き揚げる際に浅い水深で捕獲されたと考えられる。カリフォルニア州沖では、日中に水深300 m未満では記録されず、日中に採集された個体の90%は水深400 - 700 mからであった。対照的に、主に水深100 - 500 m、夜間は主に水深300 - 400 mに生息していた。小型個体は大型個体よりも早く表層への浮上を開始した。そしてより早く深海に戻るが、おそらく大型個体による共食いを避けるためだと考えられる。オキアミ、端脚類、カイアシ類などの多様な外洋性甲殻類、魚類、他のイカを捕食する。寿命は少なくとも1年である。本種の捕食者は、サケ科、スケトウダラ、マナガツオ科、ビンナガ、ソコダラ科などの魚類、ドスイカなどの大型のイカ(共食いをする大きなタコイカを含む)が知られる。その他の捕食者には、海鳥、アザラシ、アシカ、イルカ、マッコウクジラやゴンドウクジラなどのハクジラが含まれる。

## 人との関わり
タコイカは生息数の多い種である。夏のオホーツク海では、278,000トンから500,000トンが生息すると推定されており、ベーリング海西部では209,000トン、カムチャッカ半島西部沖では285,000トン、千島列島周辺海域では100,000トンと推定されている。大型形態が漁獲量の大部分を占める。ジグによる混獲として捕獲されるほか、サケ科魚類やアカイカを捕獲するために設置された流し刺し網で相当数が捕獲される。タコイカは美味と言われ、生息数の多い種であるため、漁業を支える力があるとされる。しかし、この種は多くの貴重な魚種の餌であり、この生態学的役割は、タコイカを対象とした漁業のよりも地元の漁業にとってより重要であると考えられる。